# 脫衣麻將
脫衣麻將為在麻將活動中，要求輸的一方脫去衣服。
脫衣麻將，在某些情況下，被視作為聚會、派對中的餘興節目。1950年代，存在著有關於女性為了擾亂對手的注意力而脫去衣服作為戰術的記錄。

## 電子遊戲
電腦遊戲中的脫衣麻將是玩家按照與電腦人工智慧對戰的結果，當玩家勝出，電腦遊戲畫面會顯示出遊戲中虛擬人物（通常是女性）的脫衣畫面。

## 外部連結
- （日語）